# 田立禾
田立禾（1935年8月—），原名田中敏，中国相声演员。

## 生平
1951年从师张寿臣学说相声，是关门弟子。1953年拜师。同年开始演出。先后加入唐山天津一带曲艺团。1986年调入中国北方曲艺学校任教。1987年被聘为讲师。

## 家庭
妻子张文霞（1934年-2018年9月28日）也是著名相声演员。文字辈，师从武魁海。20世纪60年代之后曾淡出舞台40余载，2010年起复出与田立禾搭档。在天津环湖医院去世。